# Eddie Harvey
Edward Thomas „Eddie“ Harvey (* 15. November 1925 in Blackpool; † 9. Oktober 2012) war ein britischer Jazz-Musiker (Piano, Posaune), Arrangeur und Musikpädagoge.

## Leben und Wirken
Harvey wuchs in Sidcup in der Grafschaft Kent auf, wo er die Chislehurst und Sidcup Grammar School besuchte. Mit 16 Jahren begann er eine Ingenieursausbildung im nahen Crayford. Daneben war er Posaunist in einer Band, die von George Webb geleitet wurde und aus der George Webb’s Dixielanders hervorging, Großbritanniens erste Traditional Jazzband. Während der Ableistung des Militärdienstes bei der britischen RAF war er in Cumbria stationiert, wo er Gelegenheit hatte, sein Posaunenspiel zu verbessern. In der Nachkriegszeit spielte u. a. mit Freddy Randall, von 1950 bis 1953 bei John Dankworth und Ronnie Scott, die im Londoner Club Eleven auftraten, außerdem bei Vic Lewis. 1953 trat er auch in Deutschland (in amerikanischen Clubs) auf. Er arbeitete noch bis 1955 im  Dankworth Orchestra, dann in Londoner Clubs, im Don Rendell Sextett (1957–1959) und mit Tubby Hayes. 1959 ging er als Mitglied von Woody Hermans Anglo-American Herd auf Tournee in Großbritannien. Inzwischen spielte Harvey sowohl Posaune als auch Piano, außerdem beschäftigte er auch mit Arrangement und Komposition. Kurze Zeit studierte er an der Guildhall School of Music und betätigte sich als freischaffender Arrangeur, in erster Linie für das Orchester von Jack Parnell beim privaten Fernsehprogramm Associated Television, aber auch für Oscar Rabin und Kenny Baker.
Zwischen 1963 und 1972 spielte Harvey bei Humphrey Lyttelton und bildete in dieser Zeit eine Probenband, die Neue Musik im City Literary Institute aufführte. Außerdem verstärkte er seine Aktivitäten in der Jazz-Ausbildung, hielt einen Klavierkurs am City Literary Institute und schrieb darauf aufbauend das Lehrbuch Teach Yourself Jazz Piano, das 1974 erschien. 1972 begann er eine Lehrtätigkeit am Haileybury College, daneben spielte er in der Londoner Jazzszene. Nach seinem Ausscheiden 1985 wurde er Leiter der Jazzabteilung am London College of Music; außerdem unterrichtete er am Guildhall und ab 2003 am  Royal College of Music, wo er deren Bigband leitete. Er arbeitete außerdem für das Arts Council of Great Britain, wo er lange Jahre Mitglied des Music Panel war. Anfang der 2000er Jahre betätigte er sich vor allem als Komponist und schrieb Werke für Orchester und kleine Ensembles. Zwischen 1944 und 1990 wirkte Harvey bei 97 Aufnahmesessions mit, u. a. bei Mike Westbrook (Marching Song, 1969) und der John Surman/John Warren-Produktion Tales of the Algonquin (1971).

## Auszeichnungen
Harvey erhielt 1998 den British Jazz Award als Solist und  2005 einen Preis der Parliamentary Jazz Society für seine Verdienste um die Jazzpädagogik.

## Lexikalische Einträge
- Carlo Bohländer, Karl Heinz Holler: Reclams Jazzführer (= Reclams Universalbibliothek. Nr. 10185/10196). Reclam, Stuttgart 1970, ISBN 3-15-010185-9.
- Ian Carr, Digby Fairweather, Brian Priestley: The Rough Guide to Jazz. Rough Guides 2004 (3. Auflage). ISBN 1-84353-256-5